# زیردریایی کلاس آگوستا
زیردریایی کلاس آگوستا (به انگلیسی: Agosta-class submarine) یک کلاس از زیردریایی است که طول آن ۶۷ متر (۲۱۹ فوت ۱۰ اینچ) می‌باشد.